# Gare de Sarrebourg
Gare de Sarrebourg vasútállomás Franciaországban, Sarrebourg településen.

## Vasútvonalak
Az állomást az alábbi vasútvonalak érintik:
- Noisy-le-Sec-Strasbourg-Ville-vasútvonal
- Sarrebourg-Sarraltroff-vasútvonal
- Sarrebourg-Abreschviller et La Forge-Vallérysthal-Troisfontaines-vasútvonal

## Kapcsolódó állomások
A vasútállomáshoz az alábbi állomások vannak a legközelebb:
- Gare de Réding
- Gare d’Igney - Avricourt
- Gare de Berthelming